# Фантомска кочија
Фантомска кочија (швед. Körkarlen; буквално „Кочијаш”) је шведски неми филм из 1921. године, режисера Виктора Шестрема, који је и тумачио главну улогу, заснован на роману Кочијаш шведске књижевнице Селме Лагерлеф. У филму, Шестрем игра пијанца по имену Давид Холм, кога у новогодишњој ноћи сабласни возач кочије Смрти приморава да размишља о својим грешкама из прошлости. Поред Шестрема, глумачку екипу чине Хилда Боргстрем, Торе Свенберг и Астрид Холм.
Филм је објављен у Скандинавији 1. јануара 1921. године. Следеће године,  је премонтирао и објавио филм у Сједињеним Државама под насловом Удар поноћи; под називом Твоја душа ће сведочити! објављен је у Уједињеном Краљевству.
Филм је познат по својим специјалним ефектима, иновативној наративној структури са флешбековима унутар флешбекова и по томе што је имао велики утицај на дела Ингмара Бергмана. Окарактерисано је да припада неколицини жанрова — називан је моралном причом, мелодрамом, фантастичним филмом и хорор филмом. Неки га сматрају једним од првих хорор филмова због своје атмосфере и утицаја на каснија остварења овог жанра. Филм се генерално сматра једним од централних дела у историји шведске кинематографије.

## Радња
У новогодишњој ноћи, сестра из Војске спаса на самрти, Едит, има последњу жељу: да разговара са Давидом Холмом. Давид, пијанац, седи на гробљу и прича двојици пријатеља у пијанчењу о свом старом пријатељу Жоржу, који му је испричао легенду да последња особа која умре сваке године мора да вози кочију Смрти и покупи душе свакога ко умре током текуће године. Сам Жорж је умро на новогодишњу ноћ пре годину дана.
Густафсон, Едитин колега, проналази Давида, али не може да га убеди да оде код ње. Када његови пријатељи покушају да га одвуку тамо, долази до туче, а Давида ударају флашом по глави непосредно пре него што сат откуца дванаест. Давидова душа излази из његовог тела док се кочија појављује. Открива се да је кочијаш Жорж.
Жорж подсећа Давида на то како је овај некада живео срећним животом са својом супругом Аном, њихово двоје деце и братом, све док га Жорж није одвео на погрешан пут. Као што је приказано у флешбеку који следи, Давид је био у затвору због пијанства. Пред излазак из затвора открива да му је и брат ухапшен и осуђен на дугогодишњу казну због убиства човека у пијаном стању. Када је Давид отишао кући, затекао је стан празан. Бесан, постао је одлучан да пронађе Ану и освети се.
Током своје потраге широм Шведске, Давид стиже у нову мисију Војске спаса у новогодишњој ноћи. Сестра Марија не жели да одговори на звоно, јер је веома касно, али га сестра Едит пушта унутра. Упркос његовој грубости према њој, она му крпи капут док он спава. Следећег дана тражи од њега да се врати за годину дана; молила се да њен први посетилац доживи срећу у том периоду и жели да зна исход њене молитве. Он се слаже, али пре него што оде, ишчупа закрпе које је она ушила.
Жорж обавештава Давида да обећање мора да испуни и води га против његове воље у кочији код Едит. У другом флешбеку је приказано како је Едит једном пронашла Давида у бару са Густафсоном и још једним човеком. Едит је убедила другог човека да оде кући својој жени и дала је Густафсону оглас за састанак Војске спаса. На састанку се Густафсон потчинио Богу, али Давид је одбио да се покаје. Ана је била на састанку, али Давид је није препознао. Касније је Ана рекла Едит ко је она, а Едит је покушала да постигне њихово помирење. У почетку се пар чинио оптимистичним, али убрзо је Давидово понашање поново довело Ану у очај. Једне ноћи, Ана га је молила да не излаже њихову децу његовој туберкулози (истој фаталној болест коју је Едит добила од њега). Када је одбио, Ана га је закључала у кухињу и поново покушала да побегне са децом, али се онесвестила. Он је секиром развалио врата, али је није физички повредио.
Када Жорж уђе у Едитину собу, она га моли да је пусти да живи тек толико док поново не види Давида. Она мисли да је она крива за његове увећане грехе, јер га је поново спојила са женом. Када Давид ово чује, дубоко је дирнут. Он јој љуби руке, а када Едит види његово жаљење, може да умре у миру. Жорж је не води, рекавши да ће други доћи по њу. Затим показује Давиду да Ана, у страху да не остави своју децу саму након што и сама умре од туберкулозе, планира да отрује и њих и себе. Давид моли Жоржа да учини нешто, али Жорж каже да нема моћ над живима. Тада се Давид освести на гробљу и жури код Ане пре него што она успе у свом науму. Тешком муком је убеђује да искрено жели да се промени.

## Улоге
| Глумац              | Улога             |
| ------------------- | ----------------- |
| Виктор Шестрем      | Давид Холм        |
| Хилда Боргстрем     | Ана Холм          |
| Торе Свенберг       | Жорж              |
| Астрид Холм         | Едит              |
| Конкордија Селандер | Едитина мајка     |
| Лиса Лундхолм       | Марија            |
| Ејнар Акселсон      | Давидов брат      |
| Нилс Ахрен          | затворски капелан |

## Продукција

### Развој
Од 1917. постојао је договор између Селме Лагерлеф и компаније A-B Svenska Biografteatern да сваке године адаптирају најмање један њен роман за филм. Пре Фантомске кочије, Шестрем је направио три овакве адаптације које су све биле добро прихваћене од стране критичара, публике и саме Лагерлефове. Пошто су се сви ови филмови одигравали у руралном окружењу, Шестрем је желео промену за четврти и предложио је адаптацију урбаног, грубог романа Кочијаш. Лагерлефова је у почетку била скептична према адаптацији елемената окултизма и мистицизма из романа на филм, а Шестрем је био добро свестан потешкоћа. Било је потребно осам дана да се сценарио заврши и у априлу 1920. Шестрем је отпутовао у Лагерлефину вилу у Вермланду да га представи. Након два сата док је Шестрем читао наглас и сам изводио цео сценарио, Лагерлефова је одговорила тако што му је понудила вечеру, што је он схватио као одобрење.

### Снимање
Филм је сниман од маја до јула 1920. у новопокренутом студију Filmstaden у Солни. Сценографију је инспирисао јужни шведски град Ландскруна, што је одговарало ономе што је Лагерлефова имала на уму када је писала роман. Лагерлефина првобитна жеља била је да се филм сними на локацији у Ландскруни, али Шестрем је из техничких разлога одлучио да то уради у студију.

### Постпродукција
Постпродукција је била веома дуга и интензивна због широке употребе специјалних ефеката, које су развили сниматељ Јулијус Јензон и лабораторичар Еуген Хелман. Двоструке експозиције направљене у камери (оптичко штампање није било доступно све до раних 1930-их) раније је користио Јензон, већ у филму Благо господина Арнеа из 1919. године, али су овде развијене да буду далеко напредније са неколико слојева. Ово је омогућило ликовима духова да ходају около у три димензије, при чему су прво могли да буду покривени објектом у првом плану, али када би у истом кадру ходали испред објекта, то би се видело кроз полупровидно тело духа. Једна од потешкоћа је била то што су камере биле ручно покретане, што је значило да је камера морала да се окреће потпуно истом брзином у различитим експозицијама да би крајњи резултат изгледао природно.

## Објављивање
Филм је издат 1. јануара 1921. у Скандинавији. Своју прву пројекцију у иностранству имао је у Лондону 4. фебруара исте године. У Уједињеном Краљевству је објављен под насловом Твоја душа ће сведочити!.
Следеће године,  је премонтирао и објавио филм у Сједињеним Државама под насловом Удар поноћи. Ова верзија филма мења своју наративну структуру на такав начин да легенда о кочији смрти није представљена све до, отприлике, половине филма. Ова верзија филма приказана је у биоскопу Критерион у Њујорку.
Према Пол Мајерсбергу, различити наслови под којима је филм објављен „одражавају несигурност дистрибутера у то време у идентификацији његовог жанра: да ли је то прича о духовима, хорор, трилер, религијска бајка?”

### Критике
По објављивању, рецензент часописа The Bioscope закључио је да ће „Где год се приказује [Фантомска кочија], то помоћи да се дода достојанство и важност уметности филма”.

## Наслеђе

### Ретроспективне процене
На веб сајту Rotten Tomatoes, филм има рејтинг одобравања од 100% на основу 15 рецензија, са просечном оценом од 8,9/10.
Године 1976, Џастин Фокс из часописа Films and Filming написао је да је Фантомска кочија инфериорна у односу на немачки експресионистички хорор филм из 1920. године Кабинет доктора Калигарија, тврдећи да Калигари избегава „мелодраматичне наивности које се могу наћи у Шестремовој занимљивој, али претераној алегорији случајности”. Годинама касније, Џонатан Розенбаум из новина Chicago Reader похвалио је Фантомску кочију, назвавши је Шестромовим ремек-делом. Године 2008. Марко Ланзагорта из PopMatters-а је аплаудирао техникама снимања филма и наративној структури; приметио је елементе друштвеног коментара, цитирајући филмску „политички набијену причу о негативним друштвеним ефектима алкохолизма и сиромаштва у Шведској 1920-их”, и назвао га „вероватно [...] једним од најбољих филмова икада снимљених”.
Године 2012, Фантомска кочија је проглашена за најбољи шведски филм свих времена према анкети 50 филмских критичара и академика коју је спровео шведски филмски часопис FLM.
Године 2019, Дејв Трамбор из Collider-а прогласио је Фантомску кочију једним од најбољих хорор филмова објављених између 1900. и 1950-их. Исте године, Џим Ворел из Paste-а прогласио га је најбољим хорор филмом 1921. године, назвавши га „ремек-делом композиције и пробојем у раним практичним ефектима (нарочито двоструким експозицијама за симулацију духовске транспарентности) у оквиру хорор жанра, иако сам филм функционише исто колико и морална игра и претерана мелодрама.”

### Утицај
Филм је утицао на каснијег шведског филмског редитеља Ингмара Бергмана који је такође користио фигуру Смрти у филму Седми печат, где је помињање ње као „строгог господара” референца на Фантомску кочију. Бергман је такође дао Шестрему главну улогу у филму Дивље јагоде, који такође садржи референце на Фантомску кочију. Бергман је изјавио да га је први пут видео са 15 година и да га је гледао најмање једном годишње. Телевизијска представа Bildmakarna (2000), коју је режирао Бергман, историјска је драма која приказује настанак Фантомске кочије.
Филм је наведен у књизи 1001 филм који морате погледати пре него што умрете, где стоји: „Фантомска кочија не само да је учврстила славу редитеља-сценаристе-глумца Виктора Шестрема и шведског немог филма, већ је имала и добро документовани, уметнички утицај на многе велике редитеље и продуценте”. Хорор филм Стенлија Кјубрика Исијавање из 1980. има неколико тематских и визуелних сличности са Фантомском кочијом, међу којима су ефекти алкохолизма на породицу, и секвенца у којој отац користи секиру да пробије дрвена врата да би дошао до своје жене и детета који беже од њега. Филм Амитивилски ужас из 1979. садржи сличну сцену.

## Рестаурације и кућни медији
Деценијама је Фантомска кочија била доступна само у црно-белим форматима лошег квалитета, често у америчкој верзији, са међутитловима на енглеском.
1975: Шведски филмски институт је комбиновао два непотпуна позитивна нитратна отиска, један црно-бели са шведским међутитловима, а други колоризован са међутитловима на енглеском, да би направио комплетан црно-бели негатив од 35 мм са шведским међутитловима (приближно 6438 стопа при 16 кадрова у секунди). Из овог рестаурираног негатива направљени су нови формати за гледање, користећи обојени нитратни формат као референцу за боје.
1995: Непотпуна (од приближно 6057 стопа при 18 кадрова у секунди) али доброг квалитета, колоризована верзија у боји са прилагођеном партитуром Елене Катс-Чернин емитована је на ZDF/Arte, а касније објављена на немачком VHS-у (1995) и DVD-у (2009).
1998: Колоризована рестаурирана верзија објављена је у Шведској на VHS-у са потпуно новом прилагођеном партитуром шведског музичара Матија Баја. Године 2007. такође је објављена на шведском DVD-у са Бајевом музиком. Године 2008, истовремено је објављена на два DVD-а у Великој Британији, један са Бајевом музиком, а други са новом партитуром електронског дуа KTL.
2011: У сарадњи са Шведским филмским институтом, Criterion Collection је објавио ново дигитално рестаурирано издање Шведског филмског института на америчким Blu-ray и DVD форматима, који су садржали и Бајеву и KTL-ову музику.
2015: Шведски филмски институт извршио је даљи дигитални пренос свог рестаурираног издања; ова верзија је доступна само као DCP, са или без Бајеве музике.